# Пристанище
Пристанището е съоръжение на брега на море, река, езеро или залив, предназначено за приемане на плавателни съдове и товарене и разтоварване на товари и пътници от тях. Терминът се използва и за град с такова съоръжение. Нарича се още порт, а остаряла дума със същото значение е лиман.
Пристанища понякога се наричат и пристанищните градове – градове с пристанище, в които обикновено се развиват свързани с него стопански дейности, като риболов, воден транспорт, корабостроене, търговия и туризъм.
Важни за функционирането на пристанищата са:
- наличие на дълбоки водни пътища и котвени места
- защита от вятър и вълнение
- достъп до наземен транспорт

В България морски пристанища с национално значение са Пристанище Бургас и Пристанище Варна, а на река Дунав – пристанищата в Русе, Свищов, Лом и Видин.
Водният път Рейн – Майн – Дунав е основен транспортен коридор в Европа и чрез нашите дунавски пристанища се осъществява изгодна и директна връзка по цялото протежение на коридора от и до България за Западна и Централна Европа, Украйна, Молдова, Русия и Беларус. В България се намира и най-южното пристанище (Международно пристанище Свищов) на река Дунав.